# Динамо-Авто
«Динамо-Авто» (рум. FC Dinamo-Auto Tiraspol) — молдавский футбольный клуб из города Тирасполь. Выступает в Национальном дивизионе чемпионата Молдовы. Основан 24 июля 2009 года. Домашние матчи проводит на стадионе «Динамо-Авто» в селе Терновка, вмещающем 1300 зрителей.

## История

### 2009—2013. Основание и первые годы
Изначально генеральным спонсором клуба была приднестровская государственная автомобильная инспекция, однако на данный момент «Динамо-Авто» является частным клубом. Президент клуба до 2018 года был Дмитрий Маргаринт. Затем эту должность занимали Андрей Григор и Сергей Столбов. В 2019 году президентом клуба стал Владимир Белый.
В сезоне 2009/10 футбольный клуб дебютировал в Дивизионе «Б» чемпионата Молдовы и занял первое место. Благодаря этому команда получила право в следующем сезоне выступать в Дивизионе «A». В сезоне 2010/11 «Динамо-Авто» сумел занять третью ступень турнирной таблицы Дивизиона «A», в сезоне 2011/12 клуб занял 7-е место. В сезоне 2012/13 клуб занял 3 место в Дивизионе «A», тем самым получил право на следующий год играть в Национальном дивизионе. «Динамо-Авто» сделало ставку на молодых футболистов, преимущественно местных школ.

### С 2013. Национальный дивизион
27 июля 2013 года команда дебютировала в Национальном дивизионе чемпионата Молдовы в матче против «Академии», который завершился победой динамовцев со счётом 2:0, дубль оформил Виктор Труханов. Перед началом сезона клуб сменил логотип. Дебютный сезон в Национальном дивизионе «автомобилисты» закончили на 8 месте, что позволило им продолжить выступление в высшей лиге Молдовы.
В августе 2014 года на посту главного тренера Дмитрия Арабаджи сменил другой молдавский специалист Николай Мандрыченко. Однако уже 3 сентября стало известно, что клуб возглавил другой молдавский специалист — Игорь Негреску, а Николай Мандрыченко стал его помощником. Также клуб пополнило сразу восемь новых игроков из футбольного клуба «Дачия» и «Дачия-2 Буюкань».
В декабре 2014 года футбольный клуб получил лицензию от Министерства просвещения ПМР на создание детско-юношеской футбольной школы.
В феврале 2015 года «Динамо-Авто» в ходе межсезонного сбора в Болгарии принимало участие в турнире «Balchik Cup 2015». Команда из Тирасполя досрочно стала обладателем этого трофея. Сезон 2014/15 команда закончила, как и предыдущий, на 8 месте. 29 июня стало известно, что клуб во второй раз возглавил Николай Мандрыченко. В 1/4 Кубка Молдовы по футболу 2015/2016 команда проиграла со счётом 0:3 футбольному клубу «Милсами». В чемпионате Молдовы 2015/16 команда заняла высокое 5 место.
26 августа 2016 года Николай Мандрыченко покинул пост главного тренера, а его место занял Николай Рудак. 27 сентября главным тренером был назначен Юрий Грошев. 14 августа 2017 года Юрий Грошев покинул тренерский пост.
В марте 2018 года команду возглавил Игорь Добровольский, который является главным тренером "Динамо-Авто" по настоящее время. В сезоне-2019 динамовцы заняли 4 место и получили право впервые сыграть в еврокубках.
В августе 2020 года "Динамо-Авто" дебютировало в еврокубках - в квалификации Лиги Европы УЕФА. Команда из Тирасполя со счетом 1:2 уступила в Латвии клубу "Вентспилис". Первый и пока единственный гол "автомобилистов" в еврокубках забил нападающий Дмитрий Рогак.

## Стадион
Спортивный комплекс «Динамо-Авто» в селе Терновка был сдан в эксплуатацию в июле 2011 года. Стадион вмещает 1300 зрителей, оснащен ложами для прессы и ВИП-гостей, а также вышкой для операторов. Кроме основной арены, есть тренировочное поле с синтетическим покрытием.

## Статистика выступлений
| Сезон   | Дивизион  | Место | И  | В  | Н  | П  | ГЗ | ГП | О  | Кубок Молдовы |
| ------- | --------- | ----- | -- | -- | -- | -- | -- | -- | -- | ------------- |
| 2009/10 | Див. «Б»  | 1     | 24 | 17 | 5  | 2  | 69 | 11 | 56 | 1/32 финала   |
| 2010/11 | Див. «А»  | 3     | 28 | 17 | 6  | 5  | 52 | 26 | 57 | 1/32 финала   |
| 2011/12 | Див. «А»  | 7     | 30 | 13 | 7  | 10 | 52 | 32 | 46 | 1/16 финала   |
| 2012/13 | Див. «А»  | 3     | 28 | 17 | 5  | 6  | 51 | 23 | 56 | 1/16 финала   |
| 2013/14 | Нац. Див. | 8     | 33 | 9  | 4  | 20 | 37 | 72 | 31 | 1/8 финала    |
| 2014/15 | Нац. Див. | 8     | 24 | 4  | 2  | 18 | 23 | 63 | 14 | 1/4 финала    |
| 2015/16 | Нац. Див. | 5     | 27 | 12 | 5  | 10 | 33 | 34 | 41 | 1/4 финала    |
| 2016/17 | Нац. Див. | 9     | 30 | 5  | 8  | 17 | 31 | 58 | 23 | 1/4 финала    |
| 2017    | Нац. Див. | 9     | 18 | 4  | 3  | 11 | 14 | 38 | 15 | 1/2 финала    |
| 2018    | Нац. Див. | 6     | 28 | 7  | 7  | 14 | 25 | 43 | 28 | 1/2 финала    |
| 2019    | Нац. Див. | 4     | 28 | 12 | 5  | 11 | 38 | 37 | 41 | 1/4 финала    |
| 2020/21 | Нац. Див. | 6     | 36 | 12 | 12 | 12 | 53 | 58 | 48 | 1/2 финала    |

## Тренерский штаб
Согласно официальному сайту
- Главный тренер: Джюнейт Каракуш
- Ассистент главного тренера: Анатолий Теслев

## Достижения

### Национальные чемпионаты
- Победитель Дивизиона «Б» (Север) (1): 2009/10

### Другие турниры
- Победитель Balchik Cup (1): 2015[12]

## Главные тренеры
| Тренер              | Гражданство | Начало           | Конец            |
| ------------------- | ----------- | ---------------- | ---------------- |
| Дмитрий Арабаджи    | Молдова     | 2009             | 16 августа 2014  |
| Николай Мандрыченко | Молдова     | 16 августа 2014  | 3 сентября 2014  |
| Игорь Негреску      | Молдова     | 3 сентября 2014  | 28 июня 2015     |
| Николай Мандрыченко | Молдова     | 29 июня 2015     | 26 августа 2016  |
| Николай Рудак       | Молдова     | 27 августа 2016  | 26 сентября 2016 |
| Юрий Грошев         | Молдова     | 27 сентября 2016 | 14 августа 2017  |
| Игорь Добровольский | Молдова     | 19 марта 2018    |                  |

## Примечание
1. ↑  «Автомобилисты» едва не выбили «зубров» из Кубка. moldfootball.com. 26 марта 2014. Архивировано 1 июля 2014. Дата обращения: 17 мая 2014.
2. ↑  Берегись автомобиля (видеорепортаж о ФК «Динамо-Авто»). 2 июня 2013. Архивировано 9 августа 2013. Дата обращения: 3 июня 2013.
3. ↑  "Динамо-Авто" получило вторую путевку в НД! Результаты последнего тура Дивизии А. 1 июня 2013. Архивировано 14 июля 2014. Дата обращения: 3 июня 2013.
4. ↑  История футбольного клуба «Динамо — Авто» Архивировано 14 августа 2015 года.
5. ↑  «Академия» — «Динамо-Авто» — 0:2 Архивировано 11 ноября 2013 года.
6. ↑  Новая эмблема. dinamo-auto.com. 16 июня 2013. Архивировано 18 мая 2015. Дата обращения: 8 мая 2015.
7. ↑  Новый тренер "Динамо-Авто". dinamo-auto.com. 16 августа 2014. Архивировано 25 августа 2014. Дата обращения: 29 августа 2014.
8. ↑  Негреску возглавил "Динамо-Авто". dinamo-auto.com. 3 сентября 2014. Архивировано 17 сентября 2014. Дата обращения: 3 сентября 2014.
9. ↑  Игорь Негреску – новый главный тренер ФК «Динамо-Авто». moldova.sports.md. 3 сентября 2014. Архивировано 4 января 2018. Дата обращения: 3 сентября 2014.
10. ↑  Восемь футболистов «Дачии» отправились в аренду в «Динамо-Авто». moldova.sports.md. 3 сентября 2014. Архивировано 4 января 2018. Дата обращения: 3 сентября 2014.
11. ↑  "Динамо-Авто" создаст в Терновке детско-юношескую футбольную школу. moldfootball.com. 26 декабря 2014. Архивировано 17 марта 2015. Дата обращения: 29 декабря 2014.
12. 1 2  «Динамо-Авто» разгромило болгарский «Ботев» и завоевало трофей «Balchik Cup — 2015». moldfootball.com. 10 февраля 2015. Архивировано 17 марта 2015. Дата обращения: 11 февраля 2015.
13. ↑  DIVIZIA NAŢIONALĂ Ediţia 2014-2015. fmf.md. 21 мая 2014. Архивировано 20 мая 2015. Дата обращения: 21 мая 2015.
14. ↑  Мандрыченко возглавил "Динамо-Авто". dinamo-auto.com. 29 июня 2015. Архивировано 1 июля 2015. Дата обращения: 29 июня 2015.
15. ↑  Николай Мандрыченко: "Желание зашкаливало, но при этом было напряжение". moldfootball.com (20 апреля 2016). Дата обращения: 21 апреля 2016. Архивировано 8 мая 2016 года.
16. ↑  Перемены в тренерском штабе. dinamo-auto.com (26 августа 2016). Дата обращения: 12 сентября 2016. Архивировано 24 сентября 2016 года.
17. ↑  Главным тренером "Динамо-Авто" стал Юрий Грошев. moldfootball.com (27 сентября 2016). Дата обращения: 28 сентября 2016. Архивировано 2 октября 2016 года.
18. ↑  В "Динамо-Авто" будет новый тренер. dinamo-auto.com. Дата обращения: 14 августа 2017. Архивировано 14 августа 2017 года.
19. ↑  Игорь Добровольский стал тренером "Динамо-Авто". moldfootball.com/. Дата обращения: 20 марта 2018. Архивировано 20 марта 2018 года.
20. ↑  Современная база "Динамо-Авто" (фото) (6 мая 2013). Дата обращения: 12 мая 2013. Архивировано 17 мая 2013 года.
21. ↑  Александр Комаров (4 июля 2011). Стадион тираспольского футбольного клуба «Динамо-Авто» построен по стандартам УЕФА. Архивировано 12 мая 2013. Дата обращения: 12 мая 2013.
22. ↑  Спортивный комплекс «Динамо-Авто» (с.Терновка). Архивировано 19 февраля 2014. Дата обращения: 3 февраля 2014.